# Флаг Барбадоса
Флаг Барба́доса — официальный символ государства Барбадос.

## Описание
Утверждён в 1966 году.
Представляет собой прямоугольное полотнище (соотношение длины и ширины 2:3), вертикально разделённое на три равных части синего, жёлтого и снова синего цветов. В центре жёлтой части флага изображён трезубец Посейдона.

## Толкование
Синие части флага символизируют море, жёлтая — песок.
Трезубец трактуется как символ принципа правления на Барбадосе, состоящего из трёх формул: «из народа, с народом, для народа». Одновременно трезубец понимается как символ Нептуна, а также намёк на колониальное прошлое страны (эмблема Великобритании как «владычицы морей») и разрыв с ним (поскольку трезубец изображён без древка).

## Другие флаги

Флаг колонии Барбадос 1885—1966
Штандарт генерал-губернатора Барбадоса 1966—2021
Персональный штандарт королевы Елизаветы II в Барбадосе 1966—2021
Штандарт президента Барбадоса с 2021